# LucasArts kalandjátékok
Az 1980-as évek végétől a 2000-es évek elejéig a LucasArts híres volt point-and-click kalandjátékairól, melyek megjelenésükkor szinte kivétel nélkül pozitív értékeléseket kaptak. A The Dig, és a Loom kivételével ezek általában humoros hangvételű, kissé csipkelődő alkotások voltak. A játékok egyik alapelve (néhány kivételtől eltekintve) az volt, hogy a játékos nem halhatott meg, illetve nem kerülhetett "zsákutcába", azaz olyan helyzetbe, hogy a játék végigjátszhatatlanná vált.
A játékok nagy része a SCUMM (Script Creation Utility for Maniac Mansion) szkriptnyelven alapult, és kezelőfelületük is hasonló volt. 1997 után megjelentek a 3D-s grafikával rendelkező, GrimE motort használó LucasArts kalandjátékok is. A játékok fontos közös pontja, hogy számos belső poén volt, amelyekben a többi LucasArts játékra, vagy a Lucasfilm filmjeire tettek utalásokat. Emellett találhatunk több LucasArts játékon átívelő motívumokat is, mint például Chuck the Plant jelenléte, vagy Sam és Max feltűnése szinte mindegyik játékban. A legtöbb LucasArts kalandjátékot olyan emberek tervezték, akik már részt vettek a cég korábbi kalandjátékainak készítésében is, a zeneszerzők pedig a címek többségénél ugyanazok a személyek voltak.
2004-ben a LucasArts felhagyott a kalandjáték-készítéssel. A korábbi játékok készítőinek zöme átigazolt más fejlesztőcsapatokhoz, – mint például a Telltale Games, a Double Fine Productions, vagy az Autumn Moon Entertainment – és folytatták a kalandjáték-fejlesztést. 2009-ben viszont a LucasArts bejelentette, hogy a Telltale-el együttműködve, újjáélesztik a cég egyik franchise-át, a Monkey Island sorozatot. Ezen együttműködés eredményeként a LucasArts kiadta a Monkey Island sorozat első és második részének felújított változatát, a Telltale pedig megalkotta a Tales of Monkey Island-et.

## Játékok

### Az első játékok (1986-1990)
A LucasArts első kalandjátéka az 1986-os Labyrinth volt. A játék fejlesztését David Fox vezette, Douglas Adams, Christopher Cerf, Noah Falstein és Brenda Laurel közreműködésével. Mivel a játék a Fantasztikus labirintus című film alapján készült, ez lett a LucasArts első olyan játéka is, amelynek egy film képezte az alapját. A Labyrinth volt az első olyan LucasArts kalandjáték, melyet nem a cég forgalmazott, hanem egy külső kiadó, az Activision. A Labyrinth jelentősen eltér a későbbi, a cég által fejlesztett kalandjátéktól, ugyanis a point-and-click kezelőfelület helyett, szövegeken keresztül irányíthatjuk a játékot.
A Labyrinth-ot, 1987-ben követte a cég második kalandjátéka, a Maniac Mansion. A játék Ron Gilbert és Gary Winnick műve, és itt mutatkozott be cég későbbi kalandjátékaiban (kivéve kettőt) is szereplő SCUMM motor. Szintén a Maniac Mansion volt a LucasArts első DOS-ra kiadott játéka. Ez volt a vállalat első teljes mértékben grafikus kalandjátéka, és itt jelent meg a Labyrinth-ban is látott szöveges irányítási rendszert leváltó, point-and-click kezelőfelület. A képernyő alján szereplő igék közül választhatott a játékos, annak függvényében, hogy hogyan akart kölcsönhatásba kerülni a környezettel. Készítői a Maniac Mansiont egyébként eredetileg egy horrorparódiának szánták. A játéknak megjelent számos feljavított, vagy újrakiadott változata, sőt, folytatásában a Day of the Tentacle-ben is szerepelt, ahol egy számítógépen játszhattunk az első résszel, azaz a Maniac Mansionnel.
A harmadik LucasArts kalandjáték a David Fox, Matthew Kane, David Spangler és Ron Gilbert által tervezett Zak McKracken and the Alien Mindbenders volt. A sci-fi alapú játék 1988-ban jelent meg. A Zak McKracken and the Alien Mindbenders szintén a SCUMM motort, illetve annak egy kissé fejlesztett változatát használta, de az irányítása és játékmenete a korábbi játékokéval megegyező volt. A játékban már megjelentek MIDI formátumú digitális zenék is.
1989-ben a LucasArts kiadta egyik leghíresebb filmsorozatán, az Indiana Jones franchise-on alapuló Indiana Jones and the Last Crusade című kalandjátékát, amely a sorozat harmadik részén, az Indiana Jones és az utolsó kereszteslovagon alapult. A programban a játékmenet maradt a régi, de a SCUMM motort ez alkalommal is fejlesztették a készítők. A játék fejlesztését Ron Gilbert, Noah Falstein és David Fox vezette. Ez volt egyébként Fox utolsó játéka a LucasArtsnál. A játékban bevezettek egy pontrendszert az úgynevezett IQ-t, vagy "Indy kvócienst", mely a játékos különféle megoldásait értékelte. Sok fejtörőt többféleképp is meg lehetett oldani, és más pont járt, ha például egy őrrel verekedtünk, elosontunk mellette, vagy meggyőztük valamiről.
A negyedik SCUMM motort használó program az 1990-ben kiadott Loom volt. A fantasy környezetben játszódó játékot Brian Moriarty tervezte. A motor grafikai fejlesztésen is átesett, de a Loomban jelentősen megváltozott a környezettel való interakció is. Az előző játékok hagyományos point-and-click felületétől eltérően, a Loomban a játékosnak négy hangból álló dallamokat kellett eljátszania, melyek hatására a szereplő valamilyen varázslatot hajtott végre a többi szereplőn, vagy valamilyen tárgyon. Szintén a Loomban jelent meg az a játékfilozófia, hogy a játékos nem halhat meg, illetve nem kerülhet "zsákutcába", azaz olyan helyzetbe, ahonnan a játék végigjátszhatatlanná válik. Ez a későbbi LucasArts kalandjátékoknál is így lett. Egy későbbi CD-ROM-os kiadásnál, a Loom mellé egy audió CD-t is adtak, melyen Pjotr Iljics Csajkovszkij néhány szerzeménye, valamint a játék teljes szinkronja megtalálható volt (bár az audió CD méretkorlátai miatt a párbeszédek szövegét lényegesen lerövidítették).

### A '90-es évek eleje (1990-1993)
1990-ben kiadták a Monkey Island sorozat első részét a The Secret of Monkey Islandet. A Ron Gilbert, Dave Grossman és Tim Schafer által tervezett játékban, a cég korábbi kalandjátékainál is több poén került. Maga a játék ötlete egyébiránt Ron Gilbert fejéből pattant ki. A Loom játékmenetétől eltérően a The Secret of Monkey Island visszatért a jól megszokott – az Indiana Jones and the Last Crusade-ben is használt – point-and-click módhoz. A játék fejlesztésével, a SCUMM motor képességeit is kibővítették. A játék a Karib-térségben játszódik a kalózok aranykorának idején, főszereplője pedig az amatőr, és szerencsétlen kalóz: Guybrush Threepwood. A játék MIDI zenéit a LucasArtsszal első alkalommal együttműködő Michael Land szerezte. A játék CD-ROM-os újrakiadásában feljavított zenével, és felhasználói felülettel találkozhattak a játékosok.
A The Secret of Monkey Island folytatása, a Monkey Island 2: LeChuck's Revenge 1991-ben jelent meg. Elődjéhez hasonlóan a játék tervezői ez esetben is Dave Grossman, Tim Schafer és Ron Gilbert voltak. Utóbbinak ez volt az utolsó munkája a LucasArtsnál. A sorozat második részében a játékos ismét Guybrush Threepwood bőrébe bújhatott, aki ezúttal a Karib-térség híres kincsét kereste. A játékmenet szinte változatlan maradt a The Secret of Monkey Islandhez képest, viszont a felhasználói felületet egyszerűsítették, és felhasználóbarátabbá tették. A Monkey Island 2 zenéjéért ezúttal is Michael Land felelt, viszont ez alkalommal segítségére volt Clint Bajakian és Peter McConnell is. Ebben a játékban mutatkozott be egyébiránt a Land és McConnell által kifejlesztett iMUSE (Interactive Music Streaming Engine) rendszer, amely gondoskodott róla, hogy a játék zenéje összhangban legyenek látottakkal.
1992-ben megjelent a LucasArts második Indiana Jones témájú kalandjátéka, az Indiana Jones and the Fate of Atlantis. Elődjétől eltérően itt egy vadonatúj történettel ismerkedhettek meg a játékosok. A játék fejlesztését Hal Barwood és – a már az Indiana Jones and The Last Crusade készítésében is részt vevő – Noah Falstein vezette. A The Fate of Atlantis Falstein utolsó LucasArtsos munkája volt. A játék átemelte az előző részben is használt "Indy kvócienst", mivel itt is többféleképp vihettük végig a játékot. 1993-ban újra kiadták a program CD-s verzióját, melyben a játék teljes szinkront is kapott.
Az 1987-es Maniac Mansion folytatása, a Day of the Tentacle 1993-ban jelent meg. A játék tervezését Tim Schafer és Dave Grossman végezte. A Day of the Tentacle-ben az volt a játékosok feladata, hogy megmentsék az emberiséget, egy megalomán mutáns csáptól úgy, hogy visszautaznak az időben. 1994-es távozása előtt ez volt Grossman utolsó munkája a vállalatnál. A játék a SCUMM motor egy feljavított változatát használta, így az szebb grafikával rendelkezhetett. A Day of the Tentacle zenéjét Michael Land, Clint Bajakian és Peter McConnell szerezte. Land a jövőben, Bajakian a múltban, McConnell pedig a jelenben hallható zenékért felelt. A Day of the Tentacle volt a LucasArts első kalandjátéka, mely hagyta a régi, kevésbé sikeres platformokat, és kezdetben csak DOS-ra és Mac OS-ra jelent meg. Szintén ez volt az egyik első olyan játék, ahol teljes szinkronnal találkozhattunk, már a megjelenése idején.
A Maniac Mansion, a Monkey Island és az Indiana Jones sorozatok után a LucasArts egy másik, már létező franchise-on alapuló játék fejlesztésébe kezdett. Ez volt az 1993-ban megjelent Sam & Max Hit the Road. A játékot Sean Clark, Michael Stemmle, Steve Purcell és Collette Michaud tervezte, Steve Purcell képregényhősei – Sam és Max – felhasználásával. A Day of the Tentacle-hoz hasonlóan itt is teljes szinkronnal találkozhattunk, már a megjelenéskor. A Sam & Max Hit the Roadban a környezettel való interakciót némileg átdolgozták. A képernyőn felsorolt cselekvések listája helyett, ezúttal különböző kurzormódokkal adhattuk ki a parancsokat; valamint a "leltár" is lekerült a képernyőről. A letisztult felület miatt, a képernyő nagyobb részén láthattuk a cselekményeket. A zenei felelős ezúttal is Land, Bajakian és McConnell volt. Ezt követően Bajakian már nem szerzett újabb zenéket a LucasArtsnak, de a hangszerkesztésben továbbra is segítette a céget.

### Késői SCUMM játékok (1995-1997)
A LucasArts a Sam & Max Hit the Road után egy évig nem adott ki kalandjátékot. Következő ilyen típusú művük az 1995-ben piacra dobott a Full Throttle volt. A disztopikus jövőben játszódó játékot Tim Schafer tervezte, amiben egy gyilkossággal megvádolt motoros történetét kísérhetjük végig. Ez volt a LucasArts első kalandjátéka is, ami DOS mellett már Windows operációs rendszerre is megjelent. A Full Throttle volt a tizedik program, mely a – természetesen ezalkalommal is továbbfejlesztett – SCUMM motort használta. A játékban megtartották a Sam & Max Hit the Roadban is használt, letisztultabb kezelőfelületet, melyet itt már egy körmenüvel is kiegészítettek. A menü használatával tudott a játékos interakcióba kerülni a környezettel. A játékban bemutatkozott az INSANE (Interactive Streaming Animation Engine) technológia, mely az átvezető animációkban és a játék akciójeleneteiben kapott szerepet. A játék zenéjének elkészítését ezúttal Peter McConnellre bízták, de főcímdalnak a Gone Jackals rockbanda Legacy című számát választották. A Full Throttle volt a LucasArts első kalandjátéka, mely kizárólag CD-ken került a boltok polcaira.
1995 végén a jelent meg a cég újabb kalandjátéka a The Dig. A játék készítését egyébként már 1989-ben elkezdték, de a fejlesztést számos probléma akadályozta. A játék végleges verziójának készítése Sean Clark felügyelete mellett zajlott, de a korábbi változatokon Noah Falstein, Brian Moriarty és Dave Grossman is dolgozott. A játék történetét Steven Spielberg találta ki, aki azért döntött a videójáték formátum mellett, mert a történet filmre vitele óriási összegbe került volna. A történet középpontjában egy csoport űrhajós állt, akik egy Föld felé tartó aszteroida eltérítését követően egy idegen világba kerültek. A The Dig szintén a SCUMM motoron alapult, és az INSANE technológiát is használta. A játék speciális effektjeinek elkészítésében a Lucasfilm egy másik leányvállalata, az Industrial Light & Magic is részt vett. A játék zenéjét Michael Land szerezte, néhol felhasználva Richard Wagner műveit is.
A tizenkettedik, és egyben utolsó SCUMM motort használó játék az 1997-es The Curse of Monkey Island volt. A játék a Monkey Island sorozat harmadik epizódja volt, ugyanakkor az első, melynek fejlesztésében nem vett részt a sorozat megalkotója, Ron Gilbert. Helyette Jonathan Ackley és Larry Ahern vezette a fejlesztőcsapatot. A The Curse of Monkey Island kedvéért a SCUMM motort szinte teljesen átdolgoztaák, hogy arra alapozva a LucasArts történetének legszebb kalandjátékát tudják létrehozni. Az egyedi, rajzfilmes grafika Bill Tiller keze munkáját dicséri. A játékba a Full Throttle-ben bemutatott körmenüt is – némi átalakítással – átemelték. A harmadik rész volt az első Monkey Island játék, mely szinkront kapott. A történet középpontjában ismét Guybrush Threepwood áll, aki ezúttal voodoo átokkal sújtott barátnőjét akarja megmenteni. A zenefelelős ezalkalommal is Michael Land lett. A The Curse of Monkey Island leszámolt a DOS támogatással, kizárólag CD-n adták ki, Windowsra.

### 3D-s grafika és a GrimE motor (1998-2000)
Az 1998-as Grim Fandangóval a SCUMM motort végleg nyugdíjazták, és azt egy új 3D-s motor váltotta fel, a GrimE. A GrimE (Grim Engine) motort – a LucasArts egyes Csillagok háborúja témájú játékait hajtó – Sith motor alapján írták, Lua programozási nyelven. Az új motor jelentős változásokat hozott az irányításban és a játékmenetben is, hiszen az egeres point-and-click irányítás helyett billentyűzet vagy gamepad segítségével irányíthattuk karakterünket. A cselekmény előrehaladását nagyban segítették az átvezető animációk, melyek szinte megkülönböztethetetlenek voltak a játék grafikájától. A GrimE valódi 3D-s motor volt, mivel az összes karakter 3D-ben renderelt poligonokból állt.
A Grim Fandango fejlesztését Tim Schafer vezette, akinek ez volt az utolsó munkája a LucasArtsnál. A történet a bűnözés és korrupció hálójába kerülő, a holtak földjén dolgozó utazási ügynök, Manny Calavera történetét mutatta be. A program látványvilágát az azték túlvilágmotívumok ihlették, de erősen hatott rá a film noir stílus is. A Grim Fandango zenéjét Peter McConnell szerezte, akinek – Schaferhez hasonlóan – szintén ez volt az utolsó munkája a cégnél. Csakúgy mint a The Curse of Monkey Islandhez a Grim Fandango is kizárólag Windowsra jelent meg.
A második GrimE motoros játék – amely egyben a LucasArts utolsó kalandjátéka is lett – az Escape from Monkey Island volt. A Monkey Island sorozat negyedik epizódját 2000-ben hozták forgalomba. A játék fejlesztése Sean Clark és Michael Stemmle irányítása alatt folyt. A GrimE motort némileg módosították a játék kedvéért, bár játékmenet és grafika tekintetében az Escape from Monkey Island nagyon hasonlított a Grim Fandangora. A játékban Guybrush Threepwoodnak egy ausztrál területfejlesztővel kellett megküzdenie, aki egy voodoo talizmán segítségével el akarta törölni a kalózkodást. A játék zenéjét Michael Land szerezte. A windowsos verzió mellett 2001-ben megjelent a játék Mac OS 9-es és PlayStation 2-es kiadása is.
2003-ban megjelent a ScummVM testvérprojektje, a ResidualVM, mely a GrimE motor visszafejtésével lehetővé tette a GrimE motort használó játékok futtatását többféle platformon is.

### Különleges kiadások (2009-2010)
2009 júniusában a LucasArts bejelentette az 1990-es The Secret of Monkey Island felújítását, mellyel "egy régi játékukat elhozták az új közönségnek". A LucasArts állítása szerint ez csak az első lépés volt azon az úton, hogy minél több kedvelt játékfranchise-ukat felújítsák. John Walker brit újságíró szerint ez mindössze egy óvatos tapogatózás volt a LucasArts, illetve a két hónapja kinevezett elnök Darrell Rodriguez felől. Walker állítása szerint a LucasArts alkalmazottak nagy része a cég '90-es évekbeli játékain nőtt fel, így a felújított játékok sikere további játékok átdolgozására fogja sarkallni a fejlesztőket.
A The Secret of Monkey Island: Special Edition egy felújított motort használt, mely lehetővé tette a nagyfelbontású grafika alkalmazását, de az eredeti játék forrásaiból is sokat felhasználtak, például a SCUMM szkripteket. Az új kiadásban a felújított grafika mellett a zenéket is újra feldolgozták, így MIDI helyett nagyzenekarra hangszerelt zenéket hallhattak a játékosok. A program érdekessége volt, hogy egy gombnyomással válthattunk a felújított játék és az eredeti, DOS-os változat közt.
A felújított változat sikerét követően, 2010 nyarán a LucasArts kiadta a második rész különleges kiadását is, Monkey Island 2 Special Edition címen. Az első rész új kiadásához hasonlóan a második rész esetében is felhasználták az eredeti fájlokat, és feljavították a grafikát. Mivel az eredeti játék már használta az iMUSE rendszert, ezúttal a motort is módosítani kellett, hogy az újrahangszerelt zene esetében is működjenek az iMUSE funkciói. Az első felújított részt érő kritikák hatására a második résznél a grafikán és az irányításon is változtattak némileg.

## Törölt projektek
Az Escape from Monkey Island 2000-es megjelenését követően a LucasArts három új kalandjátékon kezdett dolgozni. Sajnos, később mindhárom játékot elkaszálták. Az első ilyen kalandjátk a Full Throttle folytatása, a Full Throttle: Payback volt, melynek fejlesztéséhez 2000-ben fogtak hozzá. A program első részének készítője, Tim Schafer ezúttal nem vett részt a fejlesztésben, helyette a The Curse of Monkey Islanden is dolgozó Larry Ahern és Bill Tiller vezette a fejlesztőcsapatot. A projekt kezdetben pozitív visszajelzéseket kapott a többi LucasArts alkalmazottól. Tiller elmondása szerint a Full Throttle: Paybacket azért törölték mégis, mert a fejlesztőcsapat és a vezetőség "egy "nagyon befolyásos tagja" nem tudott megegyezni a játék stílusát illetően. A fejlesztést 2000 novemberében végül felfüggesztették, miután a pályák negyede és az előztes grafikák kb. 40%-a elkészült. Ezt követően, 2001-ben Ahern és Tiller is otthagyta a LucasArtsot.
2002-ben egy másik Full Throttle folytatás munkálatai kezdődtek meg. A Full Throttle: Hell on Wheels című programot a tervek szerint PlayStation 2-re és Xboxra is kiadták volna. Az első játékkal ellentétben a Hell on Wheels nem csupán kaland, hanem akció-kalandjáték lett volna. A fejlesztés vezetője Sean Clark volt, akinek ez volt az utolsó munkája a LucasArtsnál. A Hell on Wheelst a 2003-as E3 kiállításon be is mutatták, ahol a közönség egy előzetest, és egy kipróbálható változatot is megcsodálhatott. Ennek ellenére 2003 végén ennek a játéknak is abbahagyták a fejlesztését. Elmondások szerint a projekt leállítása mögött a program – a kor többi akció-kalandjátékához viszonyított – gyenge grafikája, és Tim Schafer hiánya állt. Mindezek mellett 2002-ben elhunyt Roy Conrad, aki az első részben a főhősnek, Bennek kölcsönözte a hangját.
A LucasArts utolsó kalandjáték-fejlesztési kísérlete az 1993-as Sam & Max Hit the Road folytatásának, a Sam & Max: Freelance Police-nak készítése volt. A játék fejlesztését – a Hell on Wheels-hez hasonlóan – 2002-ben jelentették be. A fejlesztőcsapatot ezúttal a Sam & Max Hit the Road társtervezője, Michael Stemmle vezette. A LucasArtstól 1997-ben távozó Steve Purcell – aki a sorozat szerzője is volt – tanácsadóként segítette a fejlesztést. A Hell on Wheels mellett a Freelance Police-t is kiállították a 2003-as E3-on, ahol a jelenlévők megtekinthették a játék előzetesét. Bár a játék készítése zökkenőmentesen haladt, 2004 elején – mindössze pár héttel a játék marketingkapányának megindítása előtt – a játékot hirtelen elkaszálták. A LucasArts nyilatkozata szerint ezen döntésüket piaci és gazdasági megfontolásból hozták. Többen azt állították, hogy a döntés mögött a kalandjáték műfaj hanyatlása mellett nagy szerepe volt annak, hogy a LucasArts inkább az alacsonyabb piaci kockázatú, Csillagok háborúja témájú játékok felé orientálódott, a magasabb kockázatú – de korábban a cég hírnevét megalapozó – grafikus kalandjátékok helyett. Ezek után a LucasArts elbocsátotta a korábbi kalandjátékaikon dolgozó fejlesztők nagy részét. 2006-ban, a cég akkori elnöke, Jim Ward egy nyilatkozatában azt mondta, hogy a LucasArts talán 2015-ben tér vissza a kalandjátékokhoz, ami gyakorlatilag a vállalat kalandjáték érájának végét jelentette.

## Utódok
A LucasArtsot elhagyó fejlesztők számos új céget hoztak létre, hogy folytatni tudják a korábbi munkáikhoz hasonló kalandjátékok készítését. A Monkey Island megálmodója Ron Gilbert, aki a LeChuck's Revenge után hagyta ott a céget, 1992-ben megalapította a Humongous Entertainmentet. A Humongous számos point-and-click kalandjátékot készített, főként gyerekek számára. Egyébként ezeknek a játékoknak egy része a SCUMM motort használta. Gilbert társalapítója volt az 1996-ban létrehozott Cavedog Entertainmentnek is, amely már a nagyobb korosztályt célozta meg játékaival. A cég legismertebb játéka talán az 1997-es Total Annihilation volt. 2008-ban Gilbert megkapta a Hothead Games kreatív igazgatói posztját, ahol olyan játékok fejlesztését irányította, mint a DeathSpank.
Tim Schafer, a Full Throttle és a Grim Fandango tervezője 2000 elején hagyta ott a LucasArtsot, majd megalakította a Double Fine Productions fejlesztőirodát. A cég 2005-ben adta ki első játékát a Psychonauts-t. Az akció-kalandjátékban egy médiumok számára kialakított kiképzőbázison kalandozhatunk. A játékért rajongtak a kritikusok, és számos díjat is besöpört, de üzletileg bukás volt. 2009-ben a Double Fine Productions legújabb játéka, a Brütal Legend is a boltokba került. A heavy metal témájú játék az akció-kaland és a valós idejű stratégiai játékok elemeit ötvözte. A kritikusok ezzel a programmal is meg voltak elégedve, de az eladások tekintetében a Brütal Legend sem hozott áttörést. Mindezek ellenére Schafer nem aggódott a Psychonauts és a Brütal Legend gyenge eladásai miatt, mondván "amíg király játékokat csinálsz, a kiadók szóba állnak veled".
2001-es, LucasArtstól való távozása után Larry Ahern – a The Curse of Monkey Island és a Full Throttle: Payback társszerzője – megalapította a Crackpot Entertainmentet, ahol számos egykori LucasArtsos kollégájával dolgozott tovább. Első játékuk a 2008-as Insecticide című akció-kalandjáték lett. Bill Tiller, a The Curse of Monkey Island és a Full Throttle: Payback művészeti vezetője 2004-ben megalapította az Autumn Moon Entertainmentet, szintén ex-LucasArts alkalmazottakkal. A cég 2008 végén piacra dobta első játékát, az A Vampyre Story-t, amelyet 2010-ben a Ghost Pirates of Vooju Island követett.
A Sam & Max: Freelance Police fejlesztésének lefújását követően, 2004-ben a LucasArts számos, kalandjátékaikon dolgozó alkalmazottat elbocsátott. A Freelance Police fejlesztőcsapatának nagy része – köztük Brendan Ferguson, Dave Grossman és Chuck Jordan – 2005-ben létrehozta a Telltale Gamest, hogy ezentúl itt folytassák a kalandjáték-fejlesztést. 2008-ban Michael Stemmle, a Freelance Police főtervezje is csatlakozott a csapathoz. A cég első játéka a 2005 végén megjelent Bone: Out from Boneville című kalandjáték volt, melyet nem sokkal később, – 2006 elején – követett a folytatás, a Bone: The Great Cow Race személyében. 2005-ben a Steve Purcell és a LucasArts közötti – a Sam and Max franchise jogaira vonatkozó – szerződés lejárt, így a LucasArtsot 1997-ben otthagyó Purcell a jogokat átvitte a Telltale Gameshez. A Telltale ezt követően elkészítette a 2006 vége és 2007 eleje közt megjelenő epizódikus kalandjátékát, a Sam & Max Save the World-öt. A következő Sam and Max "évad" 2007 vége és 2008 eleje közt jelent meg, Sam & Max Beyond Time and Space címmel. Szintén 2008-ban adták ki a Homestar Runner animációs sorozat karaktereire épülő Strong Bad's Cool Game for Attractive People-t. A Telltale a Wallace & Gromit című sorozatot is feldolgozta a 2009-ben boltokba kerülő Wallace & Gromit's Grand Adventures sorozatában. A Sam and Max sorozat harmadik évada, a The Devil's Playhouse 2010-ben jelent meg.
A 2009-es E3 kiállításon a LucasArts bejelentette, hogy a Telltale Games-szel egy új epizódikus kalandjáték-sorozaton dolgoznak, a Tales of Monkey Islanden. A fejlesztést Dave Grossman irányította, melyben Michael Stemmle is segítségére volt. A fejlesztőcsapatban számos olyan ember is részt vett, akik korábban a The Curse of Monkey Islanden és az Escape from Monkey Islanden is dolgozott. Ezek mellett a projekt kezdetén még a sorozat megalkotója Ron Gilbert is aktívan segédkezett.

## Fordítás
- Ez a szócikk részben vagy egészben  a   LucasArts adventure games című angol Wikipédia-szócikk ezen változatának fordításán alapul.  Az eredeti cikk szerkesztőit annak laptörténete sorolja fel. Ez a jelzés csupán a megfogalmazás eredetét és a szerzői jogokat jelzi, nem szolgál a cikkben szereplő információk forrásmegjelöléseként.